# Франко Каузіо
Франко Каузіо (італ. Franco Causio, * 1 лютого 1949, Лечче) — колишній італійський футболіст, фланговий півзахисник. По завершенні ігрової кар'єри — спортивний коментатор.
Насамперед відомий виступами за клуб «Ювентус», а також національну збірну Італії.
Шестиразовий чемпіон Італії. Володар Кубка Італії. Володар Кубка УЄФА. У складі збірної — чемпіон світу. 

## Клубна кар'єра
Вихованець футбольної школи клубу «Лечче». Дорослу футбольну кар'єру розпочав 1964 року в основній команді того ж клубу, в якій провів один сезон, взявши участь лише у 3 матчах чемпіонату. 
Згодом з 1965 по 1970 рік грав у складі команд клубів «Самбенедеттезе», «Ювентус», «Реджина» та «Палермо».
Своєю грою за останню команду знову привернув увагу представників тренерського штабу клубу «Ювентус», до складу якого повернувся 1970 року. Цього разу відіграв за «стару синьйору» наступні одинадцять сезонів своєї ігрової кар'єри. Більшість часу, проведеного у складі «Ювентуса», був основним гравцем команди. За цей час шість разів виборював титул чемпіона Італії, ставав володарем Кубка Італії, володарем Кубка УЄФА.
Протягом 1981—1986 років захищав кольори клубів «Удінезе», «Інтернаціонале» та «Лечче».
Завершив професійну ігрову кар'єру у клубі «Трієстина», за команду якого виступав протягом 1986—1988 років.

## Виступи за збірну
1972 року уперше вийшов на поле в офіційних матчах у складі національної збірної Італії. Протягом кар'єри у національній команді, яка тривала 12 років, провів у формі головної команди країни 63 матчі, забивши 6 голів. У складі збірної був учасником чемпіонату світу 1974 року у ФРН, чемпіонату світу 1978 року в Аргентині, чемпіонату Європи 1980 року в Італії, чемпіонату світу 1982 року в Іспанії, здобувши того року титул чемпіона світу.
| Дата       | Місто           | Господарі         | Результат             | Гості      | Турнір                    | Голи | Примітки       |
| ---------- | --------------- | ----------------- | --------------------- | ---------- | ------------------------- | ---- | -------------- |
| 29/04/1972 | Мілан           | Італія            | 0 – 0                 | Бельгія    | Відбір до ЧЄ 1972         | -    |                |
| 17/06/1972 | Бухарест        | Румунія           | 3 – 3                 | Італія     | товариський матч          | 1    |                |
| 21/06/1972 | Софія           | Болгарія          | 1 – 1                 | Італія     | товариський матч          | -    |                |
| 20/09/1972 | Турин           | Італія            | 3 – 1                 | Югославія  | товариський матч          | -    |                |
| 13/01/1973 | Неаполь         | Італія            | 0 – 0                 | Туреччина  | Відбір до ЧС 1974         | -    |                |
| 25/02/1973 | Стамбул         | Туреччина         | 0 – 1                 | Італія     | Відбір до ЧС 1974         | -    |                |
| 14/06/1973 | Турин           | Італія            | 2 – 0                 | Англія     | товариський матч          | -    |                |
| 20/10/1973 | Рим             | Італія            | 2 – 0                 | Швейцарія  | Відбір до ЧС 1974         | -    |                |
| 14/11/1973 | Лондон          | Англія            | 0 – 1                 | Італія     | товариський матч          | -    |                |
| 08/06/1974 | Відень          | Австрія           | 0 – 0                 | Італія     | товариський матч          | -    |                |
| 19/06/1974 | Штутгарт        | Італія            | 1 – 1                 | Аргентина  | ЧС 1974 - 1-й етап        | -    |                |
| 23/06/1974 | Штутгарт        | Польща            | 2 – 1                 | Італія     | ЧС 1974 - 1-й етап        | -    |                |
| 20/11/1974 | Роттердам       | Нідерланди        | 3 – 1                 | Італія     | Відбір до ЧЄ 1976         | -    |                |
| 29/12/1974 | Генуя           | Італія            | 0 – 0                 | Болгарія   | товариський матч          | -    |                |
| 26/10/1975 | Варшава         | Польща            | 0 – 0                 | Італія     | Відбір до ЧЄ 1976         | -    |                |
| 22/11/1975 | Рим             | Італія            | 1 – 0                 | Нідерланди | Відбір до ЧЄ 1976         | -    |                |
| 30/12/1975 | Флоренція       | Італія            | 3 – 2                 | Греція     | товариський матч          | -    |                |
| 07/04/1976 | Турин           | Італія            | 3 – 1                 | Португалія | товариський матч          | -    |                |
| 23/05/1976 | Вашингтон       | США               | 0 – 4                 | Італія     | товариський матч          | -    |                |
| 28/05/1976 | Нью-Йорк        | Англія            | 3 – 2                 | Італія     | товариський матч          | -    |                |
| 31/05/1976 | Нью-Гейвен      | Бразилія          | 4 – 1                 | Італія     | товариський матч          | -    |                |
| 05/06/1976 | Мілан           | Італія            | 4 – 2                 | Румунія    | товариський матч          | -    |                |
| 25/09/1976 | Рим             | Італія            | 3 – 0                 | Югославія  | товариський матч          | -    |                |
| 16/10/1976 | Люксембург      | Люксембург        | 1 – 4                 | Італія     | Відбір до ЧС              | -    |                |
| 17/11/1976 | Рим             | Італія            | 2 – 0                 | Англія     | Відбір до ЧС 1978         | -    |                |
| 22/12/1976 | Лісабон         | Португалія        | 2 – 1                 | Італія     | товариський матч          | -    |                |
| 26/01/1977 | Рим             | Італія            | 2 – 1                 | Бельгія    | товариський матч          | -    |                |
| 08/06/1977 | Гельсінкі       | Фінляндія         | 0 – 3                 | Італія     | Відбір до ЧС 1978         | -    |                |
| 08/10/1977 | Західний Берлін | ФРН               | 2 – 1                 | Італія     | товариський матч          | -    |                |
| 15/10/1977 | Турин           | Італія            | 6 – 1                 | Фінляндія  | Відбір до ЧС 1978         | -    |                |
| 16/11/1977 | Лондон          | Англія            | 2 – 0                 | Італія     | Відбір до ЧС 1978         | -    |                |
| 03/12/1977 | Рим             | Італія            | 3 – 0                 | Люксембург | Відбір до ЧС 1978         | 1    |                |
| 08/05/1978 | Рим             | Італія            | 0 – 0                 | Югославія  | товариський матч          | -    |                |
| 02/06/1978 | Мар-дель-Плата  | Італія            | 2 – 1                 | Франція    | ЧС 1978 - 1-й етап        | -    |                |
| 06/06/1978 | Мар-дель-Плата  | Італія            | 3 – 1                 | Угорщина   | ЧС 1978 - 1-й етап        | -    |                |
| 10/06/1978 | Буенос-Айрес    | Італія            | 1 – 0                 | Аргентина  | ЧС 1978 - 1-й етап        | -    |                |
| 14/06/1978 | Буенос-Айрес    | ФРН               | 0 – 0                 | Італія     | ЧС 1978 - 2-й етап        | -    |                |
| 18/06/1978 | Буенос-Айрес    | Італія            | 1 – 0                 | Австрія    | ЧС 1978 - 2-й етап        | -    |                |
| 21/06/1978 | Буенос-Айрес    | Нідерланди        | 2 – 1                 | Італія     | ЧС 1978 - 2-й етап        | -    |                |
| 24/06/1978 | Буенос-Айрес    | Бразилія          | 2 – 1                 | Італія     | ЧС 1978 - матч за 3 місце | 1    | 4-те місце     |
| 20/09/1978 | Турин           | Італія            | 1 – 0                 | Болгарія   | товариський матч          | -    |                |
| 23/09/1978 | Флоренція       | Італія            | 1 – 0                 | Туреччина  | товариський матч          | -    |                |
| 08/11/1978 | Братислава      | Чехословаччина    | 3 – 0                 | Італія     | товариський матч          | -    |                |
| 21/12/1978 | Рим             | Італія            | 1 – 0                 | Іспанія    | товариський матч          | -    |                |
| 24/02/1979 | Мілан           | Італія            | 3 – 0                 | Нідерланди | товариський матч          | -    |                |
| 26/05/1979 | Рим             | Італія            | 2 – 2                 | Аргентина  | товариський матч          | 1    |                |
| 26/09/1979 | Флоренція       | Італія            | 1 – 0                 | Швеція     | товариський матч          | -    |                |
| 17/11/1979 | Удіне           | Італія            | 2 – 0                 | Швейцарія  | товариський матч          | -    |                |
| 16/02/1980 | Неаполь         | Італія            | 2 – 1                 | Румунія    | товариський матч          | 1    |                |
| 15/03/1980 | Мілан           | Італія            | 1 – 0                 | Уругвай    | товариський матч          | -    |                |
| 19/04/1980 | Турин           | Італія            | 2 – 2                 | Польща     | товариський матч          | 1    |                |
| 12/06/1980 | Мілан           | Італія            | 0 – 0                 | Іспанія    | ЧЄ 1980 - 1-й етап        | -    |                |
| 15/06/1980 | Турин           | Італія            | 1 – 0                 | Англія     | ЧЄ 1980 - 1-й етап        | -    |                |
| 18/06/1980 | Рим             | Італія            | 0 – 0                 | Бельгія    | ЧЄ 1980 - 1-й етап        | -    |                |
| 21/06/1980 | Неаполь         | Чехословаччина    | 1 – 1 д.ч. (9-8 п.п.) | Італія     | ЧЄ 1980 - матч за 3 місце | -    | 4-те місце     |
| 24/09/1980 | Генуя           | Італія            | 3 – 1                 | Португалія | товариський матч          | -    |                |
| 11/10/1980 | Люксембург      | Люксембург        | 0 – 2                 | Італія     | Відбір до ЧС              | -    |                |
| 28/05/1982 | Женева          | Швейцарія         | 1 – 1                 | Італія     | товариський матч          | -    |                |
| 18/06/1982 | Віґо            | Італія            | 1 – 1                 | Перу       | ЧС 1982 - 1-й етап        | -    |                |
| 11/07/1982 | Мадрид          | Італія            | 3 – 1                 | ФРН        | ЧС 1982 - Фінал           | -    | Чемпіони світу |
| 27/10/1982 | Рим             | Італія            | 0 – 1                 | Швейцарія  | товариський матч          | -    |                |
| 04/12/1982 | Флоренція       | Італія            | 0 – 0                 | Румунія    | Відбір до ЧЄ 1984         | -    |                |
| 12/02/1983 | Лімасол         | Кіпр              | 1 – 1                 | Італія     | Відбір до ЧЄ 1984         | -    |                |
| Усього     |                 | Матчів (22 місце) | 63                    |            | Голів                     | 6    |                |

## Титули і досягнення
- Чемпіон Італії (6):

«Ювентус»:  1971–72, 1972–73, 1974–75, 1976–77, 1977–78, 1980–81
- Володар Кубка Італії (1):

«Ювентус»:  1978–79
- Володар Кубка УЄФА (1):

«Ювентус»:  1976–77
- Чемпіон світу (1):

1982